# 노환규
노환규(1962년 1월 1일~)는 대한민국의 의사이다. 전국의사총연합의 대표를 역임하였고, 2012년 5월부터 2014년 4월까지 대한의사협회 제37대 회장을 역임하였다. 연세대학교 의과대학 출신이다.

## 전국의사총연합 대표 시기

### 닥플의 왜곡된 성(性)의식 논란
노환규씨가 운영자로 있던 의사전용 포털인 닥플은, 3만8000 여명이 가입한 의사전용 커뮤너티로, 노환규씨가 의협회장으로 취임하기 하루 전까지 운영되었다. 이 카페에서는 의사면허증이 확인되어야 가입할 수 있는데, 이들 의사회원들은 '불가마', '모나미'등 음란물 전용 게시판을 만들어 간호조무사를 성적 노리개로 취급하거나 여성 환자에 대한 성적인 글을 올렸다http://news.donga.com/3/all/20120917/49457790/1.

### ***병원 "의료사고를 인정하라" 일인시위
노 대표는 26일 **대학교병원 정문 앞에서 23일에 이어 두 번째 1인 시위를 진행했다. 지난 해 5월, 경북대학교병원에서 항암제 주사가 바뀌어 주사됨으로써 9세 환아가 사망한 의료사고에 대해 병원 측의 진실한 고백을 촉구하기 위한 시위다. 이 사건에 대해 병원 측은 단순 뇌막염으로 인한 사망이라고 주장했고, 가족들은 정맥주사로 들어갔어야 할 항암제인 빈크리스틴이 척수강 내로 주사됨으로써 벌어진 의료사고라고 주장해왔다.
노 대표는 "이번 시위에서는 피켓시위만을 진행했던 지난달 23일의 1차 시위와는 달리 전단지를 나눠줄 예정"이라며 "의료사고를 조직적으로 은폐한 **대학교병원은 시간이 지날수록 더 큰 책임을 지게 될 것"이라고 말했다. 이어 그는 "의료사고는 사람의 힘으로 100% 막을 수 있는 일은 아니지만, 의사로서의 양심을 저버린 대학병원 교수진들의 조직적인 사실 은폐는 있어서는 안 되는 일"이라고 강조하면서 "더 늦기 전에 병원 측이 양심고백을 하고 유가족들을 위로할 것"을 촉구했다. 그는 또 의료계가 스스로 거듭나려는 노력을 거부하고 전문지식을 무기로 삼는 과거의 잘못된 관행을 답습한다면 의사들에 대한 국민의 신뢰는 더욱 더 멀어져 바람직한 의료환경을 위한 의사들의 외침은 공허한 메아리가 될 것이라고 경고했다..

### 리베이트 논란
- 리베이트 근절 안되는 원인은 ‘의사', 뇌물 받는 사람이 문제.

전국의사총연합이 지난 11일 A제약사 영업사원이 작성한 ‘리베이트 제공 약정서’를 공개한데 이어 이번에는 B사 영업소 부지점장이 리베이트 제공을 제의하는 내용의 녹취자료를 공개했다.
전의총 노환규 대표는 지난 24일 리베이트 관련 기자회견을 열고 B사 영업소 부지점장의 리베이트 제의 내용이 담긴 녹취자료와 제약사가 개원의들에게 건넨 다양한 리베이트 관련 제안서들을 공개했다.
전의총이 공개한 녹취자료에는 B사 영업소 부지점장이 모 개원의에게 “5백에 열다섯 개를 주겠다(자사 의약품 처방액이 5백 만원 일 경우 처방액의 15%를 리베이트로 주겠다는 의미)”, “지난주에도 같은 조건으로 다른 원장님이 계약했다”는 등 노골적으로 리베이트를 제의하는 내용이 담겼다. 또 “(조사기관에) 끄나풀이 있어서 (리베이트) 조사가 나오면 연락이 온다. 걱정 말고 받아라”, “다른 회사들은 (리베이트 쌍벌제 위반으로) 벌금을 20억, 30억, 50억씩 물지만 우리 회사는 5천 만원 밖에 물지 않는다”는 등 리베이트 조사기관과의 유착을 암시하는 충격적인 내용까지 포함됐다.
이와 관련 전의총 노환규 대표는 “녹취자료 내용을 들어보면 의사가 먼저 리베이트를 요구하는 것이 아니라 제약사 영업사원들이 ‘조사기관의 조사도 걱정할 필요가 없다’면서 노골적으로 리베이트를 제의하고 있음을 확인할 수 있다”고 말했다.
아울러 “제약사들이 얼마나 공격적으로 리베이트 제공을 통한 마케팅에 나서고 있는지를 입증해 주는 자료”라며 모 제약사 의원사업부가 모 개원의에게 보낸 ‘사과문’도 공개했다. 사과문에는 해당 제약사 영업사원의 방문을 원하지 않는 개원의에게 진료를 핑계삼아 방문해 진료를 방해하면서까지 영업활동을 한 것과 (리베이트와 관련된) 허위사실을 말한 것에 대해 사과하는 내용이 담겨있다.
노 대표는 “사과문 내용을 통해서 제약사 영업사원들이 의사의 진료를 방해하면서까지 리베이트를 통한 무리한 영업활동을 하고 있다는 것을 알 수 있다”면서 “의사들이 계속 (의사들이 리베이트를 요구해서 근절되지 않는다는) 오명을 써야한다면 (리베이트에 관련된) 모든 문제점을 드러내놓고 해법을 논의하는 방식을 취할 것”이라며 “향후 전의총과 대한의원협회 회원을 총 동원해 리베이트 사례를 수집하고, 그 결과와 관련 제약사의 명단을 공개할 수도 있다”고 강조했다.
노 대표는 이외에도 사실상 리베이트 제공 약정서로 보이는 ‘협찬 약정서’와 ‘캠페인 홍보 대행 약정서’ 등도 공개했다.
노 대표는 끝으로 “앞서 공개한 사례들에서 보듯이 제약사들이 리베이트를 통한 영업방식을 아직도 포기하지 않고 있으며 오히려 다양하게 변형시켜 시도하고 있다”면서 “제약사들이 리베이트를 통한 영업방식을 포기하지 않는 한 리베이트는 사라지지 않을 것”이라고 목소리를 높였다. 아울러 "리베이트가 근절되지 않는 근본적 이유는 리베이트를 통한 영업활동이 유지될 수밖에 없는 제도적 환경에 있다"면서 "전의총은 앞으로 정부에 리베이트 쌍벌제와 일괄 약가인하 조치 등의 문제점 개선 요구를 지속적으로 해 나갈 예정"이라고 덧붙였다.
.
- 리베이트쌍벌제 반대

노환규 전의총 회장은, 리베이트 쌍벌제와 관련, 해당 제도 도입을 주도한 제약사들을 지목하거나 리베이트 제공회사 명단 공개등 제약계와 크고 작은 다툼을 벌여왔다..
전국의사총연합 노환규 대표는 2011년 11월 29일 오전 한국제약협회 정문에서 1인 시위를 벌였다. 협회가 리베이트 쌍벌제를 촉발한 것을 인정하고 의료계에 사과하라는 것. 노 대표는 "의사를 범죄자로 지목하는 제약협회는 의사들에게 사과하라"면서 "의사의 자존심을 밟고서는 제약산업이 성장할 수 없다"고 주장했다. 노 대표는 "리베이트는 윤리적 문제가 아니라 제도적 문제임을 인정해야 한다"며 "의료계 협조를 거부하는 이경호 회장은 여전히 공무원인가"라고 물었다. 그러면서 "상생과 공멸의 해법조차 모르는 협회장"이라며 "제약산업을 모르는 고위공무원 출신 제약협회장은 부끄러워해야 한다"고 주장했다.. 제약협회는 노 대표의 사과 요구에 대해서도 '우리가 사과할 일이 아니다'라는 입장을 밝히고 있다. 또 다른 제약협회 관계자는 “쌍벌제의 경우 지난 2007년 FTA 체결 시 미국에서 윤리경영 문제를 지적했고 전재희 장관 재직 시 유럽상공회의소도 비슷한 요구를 했다”며 “그 후 의원입법으로 법안이 마련된 것인데 제약협회가 주도한 것으로 과도하게 해석하는 것은 무리가 있다”고 밝혔다. 그는 일부 제약사의 리베이트와 관련해서는 “실제 리베이트가 이뤄졌다고 해서 협회가 불법을 조장한 바 없고, 리베이트와 관련해서는 없어져야 한다고 이미 수차례 이야기했다”며 “특히 공정경쟁규약과 관련해 심의위원과 운영위원회에 의사와 병원계 단체는 물론 시민단체도 들어와 있다. 제약협회가 리베이트를 조장하겠나”라고 강조했다..
전의총은 제약협회에 “리베이트 쌍벌제 제정 및 시행에 단초를 제공한 것에 대해 의료계에 사과하라”고 요구했지만, 제약협회가 이를 받아들이지 않자 제약사들의 리베이트 사례를 밝힌다면서 약정서를 공개했다. 전의총은 현재 제약사들의 리베이트 공세 사례에 대한 자료를 모아 재차 공개하겠다는 방침이다..
리베이트 쌍벌제 도입에 관여했던 것으로 알려진 제약사가 불법 리베이트를 제공한 것을 공정거래위원회에 신고하였으며 이에 대해 해당 제약사에 사과를 요구하였고, 결국 해당 제약회사는 사과의 메시지를 전달하였다.
- 전의총, 한국의료정책연구소 설립 추진 및 취소

전국의사총연합(대표 노환규)이 의료정책연구소 설립을 추진하면서 제약사들을 초청해 후원을 요청한 것을 놓고 논란이 일고 있다. 전의총은 지난 6일 서울 삼성동 코엑스 인터콘티넨탈호텔에서 국내외 제약사 관계자들을 초청해 ‘(가칭)한국의료정책연구소 설립에 관한 설명회’를 개최했다.전의총은 이날 설명회 개최에 앞서 매출 순위 상위 30위권의 국내외 제약사 30곳에 초청장을 발송한 것으로 알려졌다.
전의총은 이번 설명회의 취지를 “현재 대다수 의료관련 연구소의 연구주제들이 현실과 동떨어진 경우가 많고 그 결과물이 턱없이 부족하기에 의료제도와 관련한 실효성 있는 연구를 위해 가칭 '한국의료정책연구소'를 설립하고자 설명회를 개최하게 됐다"고 설명했다. 그러나 의료계 일각에서는, 전의총이 제약사의 후원을 요청한 것에 곱지 않은 시선을 보내고 있다.
이 같은 지적에 대해 전의총 노환규 대표는 크게 문제될 것이 없다는 입장이다. 노 대표는 "(가칭)한국의료정책연구소는 전의총이 (독자적으로) 만드는 것이 아니다"며 "의료단체와 제약기업들이 힘을 합쳐 의약산업을 함께 키우고 모두가 만족하는 의료제도를 만들기 위한 연구를 할 수 있는 기구를 만들자는 것"이라고 설립 취지를 설명했다. 그는 또 “의혹이 있을 수 있다는 것은 예상했다. 다만, 노환규 대표는 "그 단어(후원)가 들어있었다는 것을 신문기사를 보고 알았다"며 "명백한 실수다. 급히 서둘러 작성하고 회람 없이 발송하다 보니 그런 실수가 그대로 드러났다. "의사들이 만드는 연구소에 제약기업이 단순히 기부하는 것이 아니라 직접 운영에 참여하는 것이기 때문에 후원이라는 단어가 오해를 부를 수 있고 적절치 않았다"고 설명했다. 하지만, 한국제약협회가 전의총의 의료정책연구소 설립 후원 요청에 사전심의를 받아야 한다는 내용의 공문을 전 제약사에 보내면서 제동이 걸렸다. 제약협회가 각 제약사에 공문을 보내면서 제약사들이 의료정책연구소 참여를 꺼려하게 됐고, 결국 대부분 제약사들이 참여를 하지 않기로 한 것으로 알려졌다. 전국의사총연합은 한국의료정책연구소 설립을 사실상 포기함에 따라 향후 대한의원협회에 의해 재추진될 전망이다.

### 경만호 전 의협회장과의 갈등
전국총의사연합 노환규 대표는 “도덕적 흠결과 리더쉽의 상실로 인해 의사들의 강경수단을 이끌고 갈 수 없는 경만호 집행부가 강경수단을 외치고 있다”며 비판의 날을 세웠다. 이어 노 대표는 “리베이트 쌍벌죄를 저지하기 위한 어떠한 노력도 하지 않은 집행부가 법안 통과 직후 궐기를 촉구하고 있는 것은 자신들에게 돌아오고 있는 책임의 화살을 다른 곳으로 돌리려는 술책이자 임시방편에 불과하다”며 현 의협의 집행부가 총 사퇴하고, 비대위를 결성한 후 전열을 갖추어 정부와 제도에 맞서 강력한 투쟁을 준비해야 한다고 강조했다.

### 박원순 서울시장 아들 박주신씨 MRI 논란
의사단체인 전국의사총연합회가 병역기피 의혹을 사고 있는 박원순 서울시장의 아들 박주신씨의 MRI를 분석해 공식적인 의락적 소견을 밝혔다. 전국의사총연합(대표 노환규, 이하 전의총)은 21일 “최근 강용석 의원으로부터 박원순 서울시장의 아들 박주신씨의 것으로 알려진 MRI에 대해 의학적인 소견을 제출해달라는 요청을 받았다”며 이에 대한 의학적 소견을 공개했다. 전의총은 “박주신씨를 둘러싼 병역기피 의혹이 첨예한 정치적 사안으로 부상되고 있고, 본 단체의 의견 피력이 정치적으로 해석되는 오해를 안을 수 있다는 부담이 있으나, 의학 전문가인 의사들이 객관적 입장에서 의학적 판단을 제공하는 것이 필요하다는 취지하에 일체의 정치적 해석을 배제하고 이 사안에 대한 오직 의학적 소견을 피력한다”고 밝혔다. 전의총이 밝힌 MRI 영상사진에 대한 의학적 소견은 다음과 같다. MRI 영상사진을 분석하면 우선 요추 4번과 5번 간 척추체 사이에 완충 역할을 하는 연골인 디스크가 미만성 팽윤이 있는 상태에서 좌측으로 디스크가 돌출되어 좌측 신경관을 좁히고 있어 척추강협착증이 있는 상태이다. 이와 함께 척추신경근을 압박하고 있어 이런 경우에 대부분 뚜렷한 증세 즉 허리 통증과 다리 저림 등의 증세를 동반하며 일상생활에 지장을 줄 수 있다는 진단이다. 또, 요추의 추간판이나 후관절(facet joint)에 심하지는 않지만 퇴행성 변화의 결과인 관절의 비후 및 관절의 골경화가 관찰되는 것으로 보아 환자는 20대 초반의 연령대라고는 생각하기 어려우며 적어도 30~40대 이상의 연령일 가능성이 높다고 추정했다. 요추뿐 아니라 경추(목뼈)에도 C4-5, C5-6레벨에서 디스크 돌출이 관찰되며 정상적인 목뼈의 완만한 곡선이 사라져있고 경추의 척추제의 퇴행성변화가 뚜렷하게 관찰된다고 설명했다. 또 MRI 환자는 등과 배꼽 부위 등 전체적으로 피하지방층이 두껍고, 특히 목 뒷부위의 피하지방층이 매우 두껍더고 지적하며 허리뿐 아니라 목뒤부터 허리까지 전반적으로 두꺼운 지방층을 형성하고 있어 영상을 기반으로 복부둘레를 추정하면 90cm (35인치) 이상이 될 것으로 추정했다. 또한 환자는 많은 양의 피하지방과 근육 내 지방의 변성을 보이고 있으므로 MRI 영상만으로 체형을 추정한다면, 환자는 평소에 거의 운동을 하지 않는 30대 이상으로 판단하는 것이 적절한 추정된다고 진단했다. 이에 전의총은 “인체의 단면은 마치 지문처럼 고유한 형태를 갖추고 있으므로, 만일 박주신씨가 재촬영에 응하는 경우 이번에 공개된 MRI가 본인의 것이 맞는지 확인함으로써 의혹을 해소할 수 있다”고 밝혔다.. 그러나 연세대 세브란스 병원에서 재검한 결과 해당 MRI는 박주신씨 본인의 MRI가 맞다고 밝혀졌다. 특히 연세대 세브란스 이환모 정형외과 과장은 MRI소견을 바탕으로 정상적인 활동이 힘들다는 강용석씨와 전의총의 주장에 대하여 "영상소견과 환자 증상은 다르다. 영상소견이 심하다고 환자의 증상이 하는 것은 아니다"고 일축하였다.. 후에 노환규회장은 그것은 의학적 판단이죠. 뭐 의학이라고 하는 것은, ‘의과학’이고 통계적인 학문이기 때문에, 통계상으로 그렇다는 것에 대해선, 예를 들어서 제 아들이 살았던 것처럼. 99.99% 죽을 확률이었지만 그러나 그런 기적이 일어난 것처럼 이런 예외적인 일들은 항상 있기 때문에. 여기에 대해서는 저희는 의학적 소견을 낸 것다라고 말했다..

### 환자단체와의 갈등 및 이해
전국의사총연합은 '아동청소년의성보호에관한법률' 개정안이 국회 본회의를 통과하자, '아동청소년의성보호에관한법률 개정안'은 형량에 무관하게 처벌하는 엉터리법이며, 성인대상의 성범죄를 저지른 자의 직업이 변호사인 경우에는 벌금형으로 끝나지만 의사라면 벌금형 이외에도 10년간 면허가 정지되는 처분을 받는 것은 형평성에 어긋난다고 주장하고 의료인들을 잠재적인 범죄자로 몰아넣는 법이라며 '진찰거부'도 불사하겠다는 입장을 밝혔다. 이에 한국환자단체연합회는 전의총의 대응방식이 환자들에게 불안심리를 조성한다며 비판하고 나섰다. 환자단체연합회는 개정안에 대한 전의총의 대응방식에 문제점을 제기했다. 전의총이 전개하고 있는 '대통령 거부권 요구 탄원서 서명운동', '진료거부 불사' 등은 상식적으로 이해하기가 어렵다는 것이다. 전의총 노환규 대표는 "최근에 환자단체연합회 소식지의 모 기자가 인터뷰를 하면서 '진짜 법안이 문제가 많다'고 공감을 했는데 며칠뒤에 이러한 성명서가 나오는 것은 앞뒤가 맞지 않는 '코미디'라고 할 수 밖에 없다"고 말했다. 또 그는 "아동청소년의성보호에관한법률에 대해서 의사단체와 환자단체 등이 참여하는 공개적인 토론회를 열어서 누구의 말이 옳은지 판단해 볼 것을 요청한다"고 말했다. 그리고 환자단체연합회의 이러한 주장에 대해서 전의총은 공개적으로 토론회를 열어 '옳고 그름'을 가리자는 입장이다.. 이에 대해 환자단체연합회는 전의총 반박문 내용은 한마디로 수준이 너무 낮아서 대응할 가치도 없지만 반박하지 않으면 전의총의 주장이 마치 진실인 것처럼 인식될 수 있어서 하나하나 반박한다"는 재반박문을 냈다. 전의총에서 말하는 환자단체연합회 관계자는 환연 인턴기자로 일하고 있는 주OO 간사로 환자입장에서 기획기사를 쓰도록 하고 진행된 노환규 대표와의 전화 인터뷰인데, 환연에 소속된 간사가 전의총의 입장을 이해하고 동조했다고 하는 것은 말도 안되는 억지라는 것이다. 또한 환연은 "공개토론할 내용이 있으면 날짜와 장소를 정해서 제안하라"며 "'아동청소년성보호법'뿐만 아니라 의대생 산부인과 참관 등 다양한 현안들에 대해서도 인권 차원에서 할 얘기가 너무 많다"고 말했다.. 이후 전국의사총연합 노환규 대표와 한국환자단체연합 안기종 대표가 15일 민주노총 회의실에서 도가니법 적용 범위와 실효성을 놓고 열띤 토론을 벌였다. 이 토론에서 법을 만들때 충분한 논의가 없었다는 부분에 대해서는 양측이 모두 공감대를 형성했다. 안기종 대표는 “법률을 만들때 환자의 의견이 반영되지 않았다”며 “사실 도가니법도 의료법이 제대로 기능했다면 생기지 않았을 법”이라고 말했다. 노환규 대표도 “독소조항이 있으니 고치자는 것이지 폐기하자는 것이 아니다”라며 논의가 계속돼야 한다는 의견을 밝혔다.. 이후 안기종 대표는 2012년 한 해 나는 노환규 회장과 성범죄로 유죄 확정판결을 받은 의사의 자격을 제한하거나 박탈하는 일명 '의사 도가니법'과 '만성질환관리제', '의료분쟁조정중재원', '7개 질환 포괄수가제' 등 여러 가지 이슈로 대립했다. 이러한 이슈 대응을 할 때마다 노환규 회장에게 어떤 때는 참 섭섭했고 어떤 때는 참 미안했다. 노환규 회장도 마찬가지였을 것이다. 중요한 것은 노환규는 대한의사협회 회장으로, 나는 환자 운동가로 의사를 위해, 환자를 위해 각자 자신의 위치에서 최선을 다하면 된다는 것이다. 지난 12월 26일 '환자shouting카페 후원의밤' 행사에 노환규 회장이 참석했다. 행사 끝나고 바로 가지 않고 저녁식사까지 함께 하면서 한참 동안 이야기를 나눴다. 헤어지기 전, 나와 종현이 엄마, 그리고 노환규 회장은 기념사진까지 찍었다. 기념사진을 보니 '사진이 참 잘 나왔다'는 생각이 들었다라고 말했다..

## 불신임 탄핵
대한의사협회 106년 역사상 처음으로 불신임 탄핵을 받은 노환규씨는, 법정다툼으로 최대한 버티며 복귀를 꿈꾸었으나 서울서부지방법원이 노환규씨의 가처분신청을 기각하였다. 이에 노환규씨는 '의료계가 결의하고 법조계가 인정한 불신임 회장'이라는 불명예스러운 타이틀을 달게 되었다http://www.dailypharm.com/News/184986.